# عين لاروز
عين لاروز قرية سورية تتبع ناحية إحسم في منطقة أريحا في محافظة إدلب. بلغ عدد سكانها 2,687 نسمة في عام 2004 حسب إحصاء المكتب المركزي للإحصاء. تقع في جبل الزاوية إلى الغرب من مدينة إدلب بحدود 43 كم وتقع شمال غرب مدينة معرة النعمان.

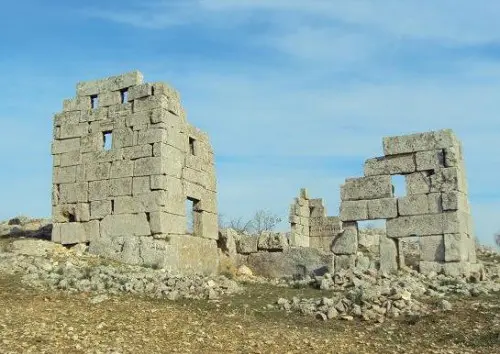

## التسمية
اسم عين لاروز مشتق من نبع وعين الماء الرومانية الموجودة في القرية وهو الجزء الأول عين والثاني من الازهار والورود باللاتينية الإنجليزية والفرنسية روز تعني الورد فاطلق الاسم المعروف للقرية عين لاروز واشتهرت به.

## تاريخ
تاريخيآ القرية قديمة جدا وفيها الكثير من الاثار التي تعود للفترة الرومانية ويونانية والبيزنطية وقد كشف عن جرن معمودية لكنيسة وكتابات يونانية، وبالنسبة لقلعة عين لاروز التي كانت قديمآ ذكر الدكتور سعيد عبد الفتاح انه بعد أن انتصر بلدوين الثاني على إيلغازي الأرتقي عند تل دنيس القريب واسترد بردويل قلعة لاروز والتي تقع غرب البارة لكن القلعة لم تعد موجوده اليوم، فيها الكثير من الأثار منها القصر والدوير.

## المناخ
تتميز عين لاروز بطبيعتها الخلابة فهي تقع عند السفح الغربي في جبل الزاوية وتشرف على سهل الغاب وتطل على سد وبحيرة قسطون واطلالات ساحرة في كل اتجاه، يحدها من الشمال قرية ارنبا ومن الجنوب الموزرة ومن الشرق كنصفرة وما هو معروف عن عين لاروز ان هوائها منعش ومناخها معتدل طوال العام.